# Regurgitacja

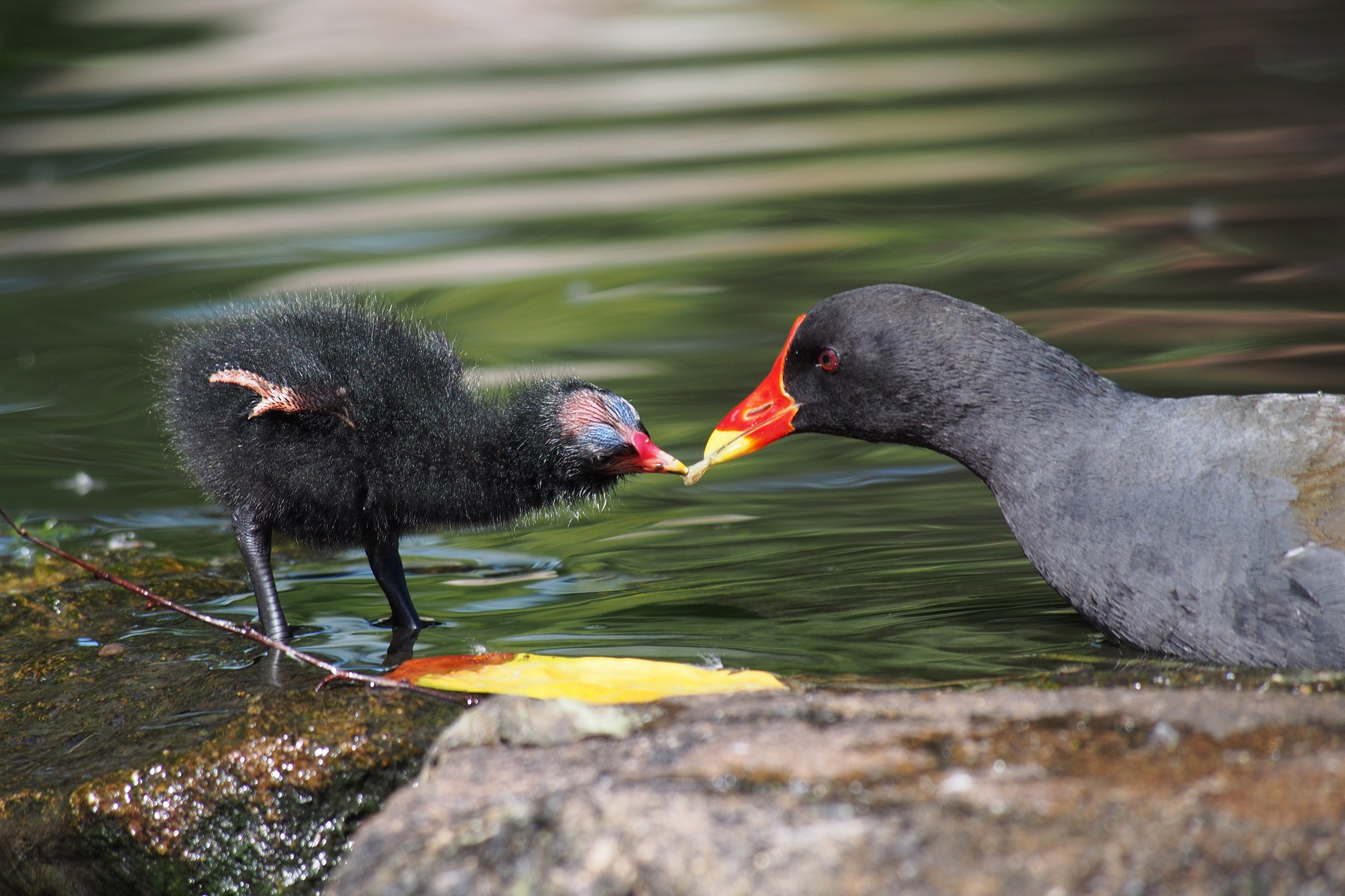
Kokoszka, Gallinula chloropus, karmi młode pisklę

Regurgitacja (łac. regurgitatio) – bierne przesunięcie treści pokarmowej z żołądka do przełyku, bez odruchu wymiotnego. U niemowląt wiąże się z ulewaniem się pokarmu poza jamę ustną. Zjawisko wykorzystywane przez niektóre zwierzęta (m.in. ptaki i ssaki drapieżne) przy karmieniu potomstwa. Rodzic (zwykle matka) może w ten sposób dostarczyć swoim młodym pokarm przyniesiony ze znacznej odległości. Nadtrawiony pokarm, który w wyniku regurgitacji znalazł się w przełyku, jest przez zwierzę bez trudu ulewany na zewnątrz i może zostać spożyty przez młode. Młode niektórych psowatych są karmione w ten sposób nawet przez kilka tygodni po zakończeniu karmienia mlekiem matki.
Przez regurgitację mszyce do komórek roślin wstrzykują wraz ze śliną lub sokami pobranymi z rośliny wirusy powodujące ich choroby.